# Model de propaganda
El model de propaganda és un model conceptual en economia política creat per Edward Said Herman i Noam Chomsky per a explicar com la propaganda i els biaixos sistèmics funcionen en els mitjans de comunicació. El modelo procura explicar com les poblacions són manipulades i com el consentiment de polítiques econòmiques, socials i polítiques es "fabrica" en la ment del públic per aquesta propaganda. La teoria planteja que la manera amb què els mitjans corporatius s'estructuren (com ara, amb publicitat, concentració de propietat, compra governamental) crea un conflicte d'interessos inherent que actua com a propaganda de les forces no democràtiques.
Presentat per primera volta en el seu assaig del 1988, Manufacturing Consent: The Political Economy of the Mass Media, el model de propaganda considera els mitjans de comunicació privats com empreses interessades en la venda d'un producte —lectors i audiències— per a altres empreses (anunciants), i no pas en notícies de qualitat per al públic. Tot descrivint l'"objectiu social" dels mitjans, Chomsky diu: "... l'estudi de les institucions i com funcionen ha de ser escrupolosament ignorat, a més dels elements marginals o d'una literatura acadèmica relativament obscura". La teoria proposa cinc classes generals de "filtres" que determinen el tipus de notícia que es presenta en el mitjà: propietat del mitjà de premsa, fonts de finançament, font periodística, blindatge o artilleria crítica negativa (flak) i anticomunisme o "ideologia de la por".
Els tres primers filtres són considerats pels autors com els més importants. En les versions publicades després dels atemptats de l'11 de setembre als Estats Units el 2001, Chomsky i Herman actualitzaren el cinqué filtre per a referir-se a la "Guerra contra el terrorisme" i a l'"antiterrorisme", que ells afirmen que actuen de la mateixa manera.
Tot i que el model es basa principalment en els mitjans dels Estats Units, Chomsky e Herman pensen que la teoria és igualment aplicable a qualsevol estat que compartisca l'estructura econòmica i els principis organitzadors que el model planteja com a causa de biaixos mediàtics. La seua avaluació, la confirmaren alguns estudiosos i el rol de propaganda dels mitjans de llavors ençà es confirmà empíricament a Europa occidental i a Amèrica Llatina.

## Filtres

### Propietat
La grandària i la necessitat d'obtenir lucre de les empreses dels mitjans de comunicació dominants creen un biaix. Els autors assenyalen com, a començament del segle XIX, sorgí una premsa radical britànica que tractava sobre les preocupacions dels obrers, però els impostos del segell excessius, destinats a restringir la propietat de diaris per als rics "respectables", feren canviar la cara de la premsa. Tanmateix, n'hi havia un grau de diversitat. Després de la Segona Guerra Mundial, a la Gran Bretanya, els diaris radicals o afins als treballadors, com ara el Daily Herald, News Chronicle, Sunday Citizen (tots des de llavors feren fallida o foren absorbits per altres publicacions) i el Daily Mirror (si més no fins a la fi de la dècada dels 1970) publicaven regularment articles qüestionant el sistema capitalista. Els autors afirmen que aquests documents radicals anteriors no eren limitats per la propietat corporativa i, per això, eren lliures de criticar el sistema capitalista.

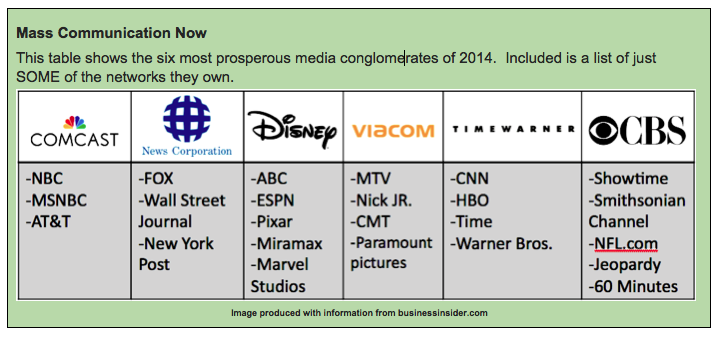
Una taula de sis grans conglomerats de mitjans de comunicació dels Estats Units el 2014, amb algunes subsidiàries seues

Herman i Chomsky argumenten que, com els principals mitjans de comunicació són actualment grans empreses o part de grups (com ara, Westinghouse o General Electric), les informacions presentades al públic seran tendencioses en relació amb aquests interessos. Aquests grups sovint s'estenen a més dels àmbits del mitjà de comunicació tradicional i, per açò, tenen interessos financers extensos que poden ser amenaçats quan determinades informacions es divulguen. En conseqüència, les notícies que més posen en risc els interessos financers corporatius dels propietaris del mitjà de comunicació es trobaran prejutjades i censurades.
Es conclou, doncs, que si maximitzar el lucre significa sacrificar l'objectivitat de les notícies, les fonts de notícies que sobreviuen han de ser tendencioses en relació amb les notícies amb què tenen un conflicte d'interessos.

### Publicitat
El segon filtre del model de propaganda és el finançament que prové de la publicitat. La majoria de diaris necessiten atraure publicitat per a cobrir els costos de producció; sense aquesta, haurien d'augmentar el preu del periòdic. Hi ha competència en tots els mitjans per a atraure anunciants; un diari que rep menys publicitat que la competència està en desavantatge. La falta d'èxit en l'augment de la publicitat fou un altre factor de la fi dels "periòdics populars" dels segles XIX i XX.
El producte es compon dels lectors que compren el periòdic —que també componen el sector de presa de decisions educat de la població— mentre la clientela real atesa pel periòdic inclou les empreses que paguen per a anunciar-hi productes. D'acord amb això, les notícies són "farciment" perquè els lectors privilegiats vegen els anuncis que componen el contingut i, per tant, prenguen la forma que siga més adequada per a atraure els instruïts del sector de presa de decisions. S'hi argumenta que les històries que s'enfronten amb el seu "humor de compra" tendeixen a ser marginades o excloses, juntament amb informacions que presenten una imatge del món que xoca amb els interessos dels anunciants. La teoria argumenta que les persones que compren el diari són el producte venut a les empreses que compren espai publicitari; les notícies hi tenen sols un paper marginal com a producte.

### Flak
El quart filtre n'és el flak (que no s'ha de confondre amb flack, que significa 'fiscals' o 'agents de publicitat'), descrit per Herman i Chomsky com a "respostes negatives a una declaració del mitjà de comunicació o programa de TV o ràdio. Pot assumir la forma de cartes, telegrames, telefonemes, peticions, accions judicials, discursos i projectes de llei davant el Congrés i altres maneres de reclamació, amenaça i acció punitiva". Les empreses es reuneixen regularment per a formar bateries de crítiques negatives. N'és un exemple la Global Climate Coalition (GCC), amb seu als Estats Units, que enclou empreses de combustibles fòssils i automòbils, com ara Exxon, Texaco i Ford. El GCC fou fundat per Burson-Marsteller, una de les majors empreses de relacions públiques del món, per a atacar la credibilitat dels científics climàtics i "històries atemoridores" sobre l'escalfament global.
Per a Chomsky i Herman, flak es refereix a respostes negatives a una declaració o programa del mitjà de comunicació. El terme flak s'emprà per a descriure el que Chomsky i Herman veuen com a esforços per a desacreditar organitzacions o individus que dissenteixen o tenen dubtes sobre les suposicions que hi prevalen, que Chomsky i Herman veuen com a favorables al poder establert (per exemple, el sistema) . Diferentment dels tres primers mecanismes de "filtratge" -que deriven de l'anàlisi de mecanismes de mercat- aquesta persecució es caracteritza pels esforços conjunts per a dirigir informacions públiques.

### Anticomunisme i por
Aleshores, pense que quan parlem sobre el "cinqué filtre", hauríem d'haver introduït totes aquestes coses: la manera com es creen les pors artificials amb un doble propòsit... en part per desfer-se de la gent que no t'agrada, però en part també per a espantar-ne la resta. Perquè si la gent té por, acceptarà l'autoritat. El cinqué i darrer filtre de notícies que Herman i Chomsky identifiquen és l'"anticomunisme". Manufacturing Consent el van escriure durant la Guerra Freda. Chomsky actualitzà el model com a "por", sovint com a "l'enemic" o el "dictador del mal", com ara Moammar al-Gaddafi, Paul Biya, Saddam Hussein, Slobodan Milosevic o Vladímir Putin. Açò s'exemplifica en els tabloides britànics de Smash Saddam! i Clobba Slobba!. Es diu que el mateix s'estén en l'informe convencional d'ecologistes com a ecoterroristes. The Sunday Times va publicar una sèrie d'articles el 1999 que acusaven activistes del grup no violent d'acció directa Reclaim The Streets d'emmagatzemar gas i armes de xoc.
Les antiideologies exploren la por i l'odi públic de grups que representen una amenaça potencial, real, exagerada o imaginada. El comunisme representà la principal amenaça, seguint aquest model. El comunisme i el socialisme eren retratats pels seus detractors com llibertats de discurs amenaçadores, el moviment i la premsa. Argumentaven que aquest retrat era sovint utilitzat com un mitjà per silenciar veus crítiques als interessos de l'elit. Chomsky argumenta que des del final de la Guerra Freda (1991), l'anticomunisme es va substituir per la "Guerra al Terror", com el principal mecanisme de control social: "L'anticomunisme va retrocedir com un factor ideològic en els mitjans de comunicació occidentals, però no és pas mort... La "guerra al terror" subministrà un substitut útil per a l'amenaça soviètica". Després dels fets de l'11 de setembre del 2001, alguns estudiosos concorden que la islamofòbia està substituint l'anticomunisme com una nova font de por pública.

## Exemples de casos
Seguint l'exposició teòrica del model de la propaganda, la Fabricació del Consentiment conté una gran secció en què els autors tempten de provar les seues hipòtesis. Si el model de propaganda fos correcte i els filtres influencien el contingut del mitjà de comunicació, s'esperaria una forma específica de biaix -una que sistemàticament afavorís els interessos corporatius.
També hi analitzen el que percebien com a "grups de control històrics" naturals en els fets, semblants en les seues propietats, però diferents en l'actitud esperada del mitjà de comunicació en relació amb ells: es contrasten utilitzant mesures objectives, com la cobertura de fets importants (mesurada en polzades de la columna) o editorials afavorint una qüestió específica (mesurats en nombre).

### Cobertura de països "enemics"
La recerca mostra que tots els partits d'oposició de Nicaragua combinats tingueren el suport de sols el 9% de la població, però tenen el 100% de Stephen Kinzer.
—Noam Chomsky
Alguns exemples de prejudicis donats pels autors són el fracàs del mitjà de comunicació a qüestionar la legalitat de la Guerra del Vietnam, mentre matisava enormement la Guerra Afganosoviètica com a acte d'agressió.
Altres prejudicis en són una propensió a matisar actes violents, com el genocidi en països enemics o hostils, com ara Kosovo, mentre s'ignora un major genocidi en països aliats, com ara l'ocupació indonèsia de Timor Oriental. Es diu també que aquest biaix existeix en les eleccions estrangeres, donant cobertura favorable del mitjà de comunicació en eleccions fraudulentes en estats aliats com ara El Salvador i Guatemala, mentre es dona cobertura desfavorable a eleccions legítimes en estats enemics com ara Nicaragua.

Un estudi va descobrir que, abans de la Guerra de l'Iraq, la majoria de les fonts estava predominantment a favor de la invasió

Chomsky també afirma que els mitjans de comunicació van cobrir amb precisió fets com la batalla de Falluja, però a causa d'un biaix ideològic, actuaren com a propaganda a favor del govern. En descriure la cobertura de l'atac a l'Hospital General de Falluja, afirmar que el New York Times "va registrar amb precisió la batalla de Falluja, però fou commemorada ... fou una celebració dels crims de guerra en marxa". L'article en qüestió era "Early Target of Offensive Is a Hospital".

### Escàndols de fugides
Els autors apunten com a prejudicis els que relaten escàndols que beneficien una secció de poder, mentre ignoren escàndols que fereixen els impotents. El major exemple en fou quan els mitjans de comunicació nord-americans cobriren prou l'Escàndol Watergate, però ignoraren les exposicions del COINTELPRO. Mentre la invasió del Watergate fou una amenaça política per a persones poderoses (demòcrates), el COINTELPRO perjudicà ciutadans comuns i arribà a l'assassinat polític. Altres exemples en serien la cobertura del cas Iran–Contra, que es concentrà només en persones amb poder, com ara Oliver North, però ometeren la cobertura dels civils morts a Nicaragua com a resultat de l'ajuda als contra.
En una entrevista del 2010, Noam Chomsky comparava la cobertura del Diari de Guerra de l'Afganistan divulgada pel Wikileaks i la manca de cobertura dels mitjans de comunicació en un estudi sobre els greus problemes de salut a Fallujah. Tot i que hi hagués àmplia cobertura del Wikileaks, no hi havia cobertura americana de l'estudi de Fallujah, en què la situació de salut fou descrita pels mitjans de comunicació britànics com "pitjor que Hiroshima".

## Aplicacions
Des de la publicació de Fabricació del Consentiment, Herman i Chomsky adoptaron aquesta teoria. Chomsky va fer un ús extensiu del seu poder explicatiu per a recolzar les seues interpretacions de les actituds dels mitjans de comunicació en relació amb una àmplia varietat d'esdeveniments, incloent-hi:
- Guerra del Golf (1990), el fracàs dels mitjans de comunicació a relatar les ofertes de pau de Saddam.
- Invasió de l'Iraq (2003), el fracàs dels mitjans de comunicació a relatar la legalitat de la guerra[15] malgrat la immensa majoria de l'opinió pública a favor d'envair l'Iraq només amb autorització de l'ONU.[16] D'acord amb el grup de fiscalització liberal Fairness and Accuracy In Reporting, hi havia un focus desproporcionat en les fonts a favor de la guerra, mentre que el total de fonts antiguerra representava només el 10% dels mitjans de comunicació (amb només un 3% de fonts americanes contra la guerra).[17]
- Escalfament global, els mitjans de comunicació donen un equilibri gairebé igual a les persones que neguen els canvis climàtics[18] malgrat que només "prop d'un u per cent" dels científics climàtics adopten aquesta visió. Chomsky comenta que hi ha "tres costats" en el canvi climàtic (negacionistes, els que segueixen el consens científic i persones que pensen que el consens subestima l'amenaça de l'escalfament global), però en estructurar-ne el debat, els mitjans de comunicació generalment ignoren les persones que diuen que el consens científic és indegudament optimista.[19]

## Acollida
En les rares ocasions en què el model de propaganda ha estat debatut en els grans mitjans de comunicació, generalment hi ha hagut una gran reacció. El 1988, quan Chomsky fou entrevistat per Bill Moyers, hi havia 1.000 cartes en resposta, una de les majors reaccions escrites en la història del programa. Quan li va entrevistar TELE Ontario, el programa generà 31.321 trucades, un nou rècord per a l'emissora. El 1996, quan Chomsky fou entrevistat per Andrew Marr, el productor comentà que la resposta havia "sigut sorprenent". En digué que "[la] reacció del públic hi fou sorprenent ... Jo mai no havia treballat en un programa que hagués provocat tantes cartes i telefonades".
El maig del 2007, Chomsky i Herman conversaren a la Universitat de Windsor, al Canadà, en resumiren l'evolució i respongueren a les crítiques relacionades amb el model. Ambdós autors digueren que creien que el model de propaganda encara és aplicable (Herman digué que encara més que quan es va introduir), tot i que indicaren unes àrees en què creien que  no era pas suficient i calia ampliar-lo a la llum dels fets recents.
Chomsky insisteix que, tot i que el paper de propaganda dels mitjans de comunicació "s'intensifique per la propietat i la publicitat", el problema rau sobretot en els "compromisos ideologicodoctrinaris que formen part de la vida intel·lectual" o en la cultura intel·lectual de les persones en el poder. Compara els mitjans de comunicació amb la literatura acadèmica que, segons ell, té els mateixos problemes, sense, però, les restriccions del model de la propaganda.
En el programa de Windsor, Chomsky indicà que Edward Said Herman era el principal responsable de la creació de la teoria, tot i que Chomsky la recolzàs. Segons Chomsky, el nom de Herman havia d'aparéixer primer en la portada de Consentimento de Manufatura pel seu paper principal en la recerca de la teoria.

### Grups de pressió americans
Amb el sorgiment d'internet com un mitjà de comunicació barat i potencialment extensiu, aparegueren webs independents que adoptaren el model de la propaganda per a sotmetre el mitjà de comunicació a un examen minuciós. En són exemples Free Press i FAIR.

### Estudi de Harvard sobre tortura en els mitjans
Des del començament de la dècada dels 1930 fins a ... 2004, els periòdics que parlaven sobre ofegament simulat (waterboarding) quasi uniformement el consideraren pràctica de tortura o suggeriren que era una tortura: The New York Times la caracteritzà així en el 81,5% (44 de 54) d'articles sobre l'assumpte, i "Los Angeles Times" ho va fer en el 96,3% dels articles (26 de 27). D'altra banda, del 2002 al 2008, els periòdics estudiats quasi mai no es referiren al ofegament simulat com a tortura.  
 L'abril del 2010, un estudi realitzat per l'Escola Harvard Kennedy mostrava que alguns mitjans com el New York Times i Los Angeles Times havien deixat d'utilitzar el terme "tortura" per al waterboarding (ofegament simulat) quan el govern dels Estats Units l'emprava, del 2002 al 2008. També observà sobre la premsa que "té molta més probabilitat d'anomenar aquesta tortura pel seu nom si en fos un altre estat l'autor". L'estudi s'assemblava als estudis de mitjans realitzats en el Fabricació del consentiment per a tòpics tals com comparar com el terme "genocidi" és utilitzat en els mitjans quan es refereix a estats aliats i enemics.
Glenn Greenwald, en resposta, diu que "no necessitem pas un mitjà de comunicació estatal perquè els nostres mitjans de comunicació s'ofereixen per a la tasca..." i comenta que el mitjà de comunicació acostuma a actuar com a propaganda per al govern sense coerció.

### Estudis de mitjans fora dels Estats Units
Chomsky va comentar en el "ChomskyChat Forum" l'aplicabilitat del model de propaganda en els mitjans d'altres estats: 
 Això rarament es va fer de manera sistemàtica. Hi ha treballs en els mitjans britànics, per una bona universitat de Glasgow. I un treball interessant sobre la cobertura britànica de l'Amèrica Central de Mark Curtis en la seua obra Ambiguities of Power. Hi ha treballs sobre França, fets sobretot a Bèlgica, i també un assaig recent de Serge Halimi (editor del Le Monde diplomatique). Hi ha un estudi molt curós fet per un estudiant de graduació holandés, aplicant els mètodes que Ed Herman va fer servir en l'estudi de la reacció dels mitjans americans en les eleccions (El Salvador, Nicaragua) en 14 grans diaris europeus. ... Resultats interessants. Vaig discutir una mica (amb uns altres) en una nota del capítol 5 del meu llibre Deterring Democracy. 
Durant més d'una dècada, Media Lens va observar les seues emissores domèstiques i la premsa liberal. I les seues crítiques les publicaren en Guardians of Power (2006) i Newspeak in the 21st Century (2009).
Altres estudis també van expandir el model de propaganda per a examinar els mitjans de la República Popular de la Xina i la producció de pel·lícules a Hollywood.

#### News of the World
El juliol de 2011, el periodista Paul Mason, que treballava per a la BBC, apuntava que l'escàndol de pirates informàtics per telèfon de la News International va llançar llum sobre vincles estrets entre la premsa i els polítics. Tanmateix, argumentava que el tancament del diari News of the World, que va ocórrer després de l'escàndol, es conformava només parcialment al model de propaganda. Cridava l'atenció sobre el rol del mitjà de comunicació social, dient que "les grans empreses van estirar la seua publicitat" a causa de l'"escalada de la resposta del mitjà de comunicació social" (una resposta que es relacionava sobretot amb les revelacions de Milly Dowler, tot i que Mason no hi entrà en aquest detall).

Mason elogià el The Guardian per haver dit la veritat sobre els pirates informàtics, però expressà dubtes sobre la viabilitat del rotatiu. 
 Una part de la doctrina de Chomsky fou comprovada per excepció. Ell creia que els periòdics que deien la veritat no podien guanyar diners. El The Guardian... està de fet cremant diners i pot romandre sense d'ací a tres anys. 

## Crítica

### The Anti-Chomsky Reader
Eli Lehrer, de l'American Enterprise Institute, va criticar la teoria en el The Anti-Comsky Reader. Segons Lehrer, el fet que diaris com The New York Times i The Wall Street Journal tinguen discordances és una evidència que els mitjans de comunicació no són monolítics. Lehrer també creu que el mitjà de comunicació no pot tenir un biaix corporatiu perquè demostra la corrupció corporativa. Lehrer afirma que el model equival a una concepció marxista de falsa consciència de dreta.
Herman i Chomsky afirmaven que els mitjans "no són un monòlit sòlid", sinó que representen un debat entre interessos poderosos, ignorant perspectives que repten les "premisses fonamentals" d'aquests interessos. Per exemple, durant la Guerra del Vietnam hi hagué divergències entre els mitjans de comunicació sobre tàctiques, però la qüestió més àmplia de la legalitat i legitimitat de la guerra fou ignorada. A més a més, Chomsky afirma que, encara que el mitjà de comunicació estiga contra la corrupció, no està contra la societat que legalment empodera interessos corporatius, i això és un reflex dels poderosos interessos que el model preveuria. Els autors també pensen que el model no busca abordar "els efectes dels mitjans sobre el públic", que poden ser ineficaços per a manipular l'opinió pública. Edward Herman va dir que "els crítics fallaren a comprendre que el model de propaganda explica com funciona el treball del mitjà de comunicació, i no com són d'eficaços els mitjans".

### Inroads: A Journal of Opinion
Gareth Morley argumenta en un article en el Inroads: A Journal of Opinion que la cobertura generalitzada dels maltractaments de l'estat sionista israelià contra manifestants, en comparança amb la poca cobertura de fets semblants (o pitjors) a l'Àfrica subsahariana és pobrament explicada. Chomsky va respondre que, en provar un model, els exemples han de ser curosament apariats per a controlar motius de discrepàncies no relacionades amb el biaix  polític. Per exemple, la cobertura general de les dues àrees comparades ha de ser semblant. En aquest cas, diu Chomsky, no ho són pas: les notícies de l'estat sionista d'Israel són molt més comunes que les de l'Àfrica subsahariana. 

### Revisió delNew York Times
En escriure per al New York Times, l'historiador Walter LaFeber criticà l'assaig Manufacturing Consent per exagerar la seua hipòtesi, en concret pel que feia al reportatge sobre Nicaragua, i per no explicar adequadament com un poderós sistema de propaganda permetria bloquejar l'ajuda militar als contres. Herman va respondre en una carta i afirmava que el sistema no era "tot poderós" i que LaFeber no abordava el seu punt principal en relació a Nicaragua. LaFeber hi va respondre que: 
 Herman vol tenir les dues coses: afirmar que els principals periòdics americans "mobilitzen biaixos", però s'oposa quan cite exemples crucials que debiliten la tesi de l'obra. Si els mitjans de comunicació són tan desqualificadament dolents, el llibre hauria, si més no, d'explicar per què tantes publicacions (inclusivament la meua) poden citar les seues històries per a atacar la política de l'Amèrica Central del president Reagan. 
 Chomsky respongué a LaFeber en Necessary Ilusions: 
 A més d'això, un model de propaganda no es debilita amb el descobriment que, amb una lectura curosa i crítica, es pot desenterrar material en el mitjà de comunicació que podria ser usat per aquells que qüestionaven la "política centre-americana del president Reagan" tot basant-se en principis oposats no pas als seus fracassos, sinó als seus èxits: la quasi destrucció de Nicaragua i el atordiment de les forces populars que amenaçaven de dur la democràcia i la reforma social a El Salvador, entre altres realitzacions. 